# Roberto Fisch
Roberto Fisch (* 21. Mai 1956 in Lugano; † 26. August 2012 ebenda) war ein Schweizer Berufsoffizier (Divisionär).

## Leben
Fisch studierte Mathematik und Informatik an der ETH Zürich und gründete im Kanton Tessin die Softwarefirma CODING 83 S.A. Von 2000 bis 2004 vertrat er die Freisinnig-Demokratische Partei im Stadtparlament von Lugano.
Er war 1999–2000 Co-Präsident mit Oberst i Gst Siegfried Albertin der Schweizerischen Offiziersgesellschaft. Von 2004 bis 2006 kommandierte Fisch nebenamtlich die Grenzbrigade 9 der Schweizer Armee. Von 2007 bis 2010 war er Kommandant der Territorialregion 3 (Zentral- und Südostschweiz). Zuletzt war er als Chef der Führungsunterstützungsbasis seit 2011 der Tessiner mit dem höchsten Offiziersgrad und galt daher als Stimme des Tessins in der Armeespitze.
Roberto Fisch starb in seinem Haus in Brè, oberhalb von Lugano. Er wurde 56 Jahre alt.